# Cualác
Cualác è un comune del Messico, situato nello stato di Guerrero, il cui capoluogo è la località omonima.